# Natriumbromiet
Natriumbromiet is het nattriumzout van bromigzuur. het trihydraat {\displaystyle {\ce {(\ NaBrO2.3H2O\ )}}} is als vaste stof beschreven. In de textielindustrie wordt het gebruikt om stijfsel te verwijderen.
In de organische chemie wordt de stof toegepast om alcoholen om te zetten in aldehydes, bijvoorbeeld de omzetting van benzylalcohol en benzaldehyde, en de Hofmann-omlegging waarbij amides worden omgezet in amines.